# كبلين
'الكَبْلِيْن' سمك صغير من فصيلة الهف.